# Londres après minuit
Pour les articles homonymes, voir London After Midnight.
Pour plus de détails, voir Fiche technique et Distribution.
Londres après minuit (London After Midnight ou The Hypnotist) est un film muet américain réalisé par Tod Browning, sorti en 1927. Aujourd'hui considéré comme perdu, il est l'un des exemples les plus célèbres de films disparus de l'histoire du cinéma.
Il met en vedette Lon Chaney, star du cinéma muet connu pour ses transformations physiques spectaculaires, dans un double rôle : celui de l'inspecteur Burke de Scotland Yard et celui d'un mystérieux homme aux dents pointues. L'histoire tourne autour d'une série de meurtres apparemment liés au surnaturel dans un manoir londonien.
Londres après minuit est le fruit de la collaboration entre Tod Browning et Lon Chaney, qui ont travaillé ensemble sur plusieurs films remarquables de l'ère du muet. Le film est particulièrement connu pour le maquillage saisissant de Chaney, dont l'image de l'homme aux dents pointues est devenue emblématique du cinéma d'horreur de cette époque. La dernière projection connue du film a lieu en 1935, avant que la seule copie connue ne soit détruite dans l'incendie des archives de la MGM de 1965 (en). Depuis, Londres après minuit est devenu l'un des « saints graal » des collectionneurs de films, alimentant de nombreuses spéculations sur son contenu et sa qualité.
En 2002, Turner Classic Movies a diffusé une reconstitution du film en images fixes basée sur des photographies de plateau et le scénario original, offrant aux spectateurs modernes un aperçu de ce à quoi le film aurait pu ressembler.

## Synopsis
Roger Balfour est retrouvé mort dans sa maison de Londres une nuit. Burke, un inspecteur de Scotland Yard, après avoir interrogé tout le monde présent, déclare la mort comme un suicide malgré les objections du voisin et ami proche de Balfour, Sir James Hamlin.
Cinq ans plus tard, la famille Hamlin commencent à apercevoir des lumières étranges dans le manoir Balfour désormais abandonné et laissé en ruines avant de réaliser que les nouveaux locataires sont deux figures vampiriques : un homme aux cheveux hirsutes, coiffé d'un grotesque chapeau haut-de forme, vêtu d'une grande cape noire et arborant un sourire inquiétant, et une femme pâle silencieuse aux airs perdus et à la mine fantomatique, et portant de longues robes. Cela pousse James Hamlin à rappeler Burke, qui découvre que Hamlin et les autres présents (la fille de Balfour, Lucille, son majordome, Williams, et le neveu de Hamlin, Arthur Hibbs) étaient les seules autres personnes présentes dans la demeure de Balfour lorsqu'il est mort. Après avoir remarqué que le nouveau bail du manoir porte exactement la même signature que celle du défunt Roger Balfour, Burke reste sceptique quant à l'existence des morts-vivants, et, avec Sir James, exhume la tombe de Roger Balfour pour découvrir qu'elle est vide. Après une série d'événements macabres ; de la rencontre de la bonne Miss Smithson avec l'Homme au chapeau haut-de forme dans une chambre, à la fille vampire volant comme une chauve-souris depuis le plafond du manoir Balfour, et à la vue du cadavre vivant de Roger Balfour, Burke révèle à Lucille qu'il croit que son père a été assassiné.
Après avoir pris des précautions pour protéger la chambre de Lucille des vampires, la jeune fille est emmenée au manoir Balfour. Alors que Sir James est instruit de se rendre au manoir, il rencontre l'Homme au chapeau haut-de forme (qui se révèle être Burke) et est hypnotisé pour croire qu'il est cinq ans plus tôt. Dans le manoir, les événements menant à la mort de Balfour sont recréés et rejoués, et tous regardent en secret Sir James tuer Roger Balfour et maquiller son suicide afin d'épouser finalement la fille de Balfour, Lucille, contre la volonté du défunt. Une fois appréhendé, Burke lève la transe et identifie Sir James comme le meurtrier.

## Fiche technique
- Titre : Londres après minuit
- Titre original : London After Midnight
- Réalisation : Tod Browning
- Scénario : Waldemar Young d'après l'histoire The Hypnotist de Tod Browning
- Production : Tod Browning et Irving Thalberg
- Société de production : MGM
- Photographie : Merritt B. Gerstad
- Musique : Jack Feinberg et Sam Feinberg
- Direction artistique : A. Arnold Gillespie et Cedric Gibbons
- Costumes : Lucia Coulter
- Montage : Harry Reynolds
- Maquillage : Lon Chaney
- Pays de production : États-Unis
- Format : Noir et blanc - son : Muet
- Genre : Fantastique
- Durée : 69 minutes
- Date de sortie :
  - États-Unis : 3 décembre 1927

## Distribution
- Lon Chaney : Professeur Edward C. Burke
- Marceline Day : Lucille Balfour
- Henry B. Walthall : Sir James Hamlin
- Percy Williams : Le majordome
- Conrad Nagel : Arthur Hibbs
- Polly Moran : Mlle Smithson
- Edna Tichenor : Luna
- Claude King : Roger Balfour
- Andy MacLennan : L'assistant de Luna
- Jules Cowles : Gallagher

## Notes de production

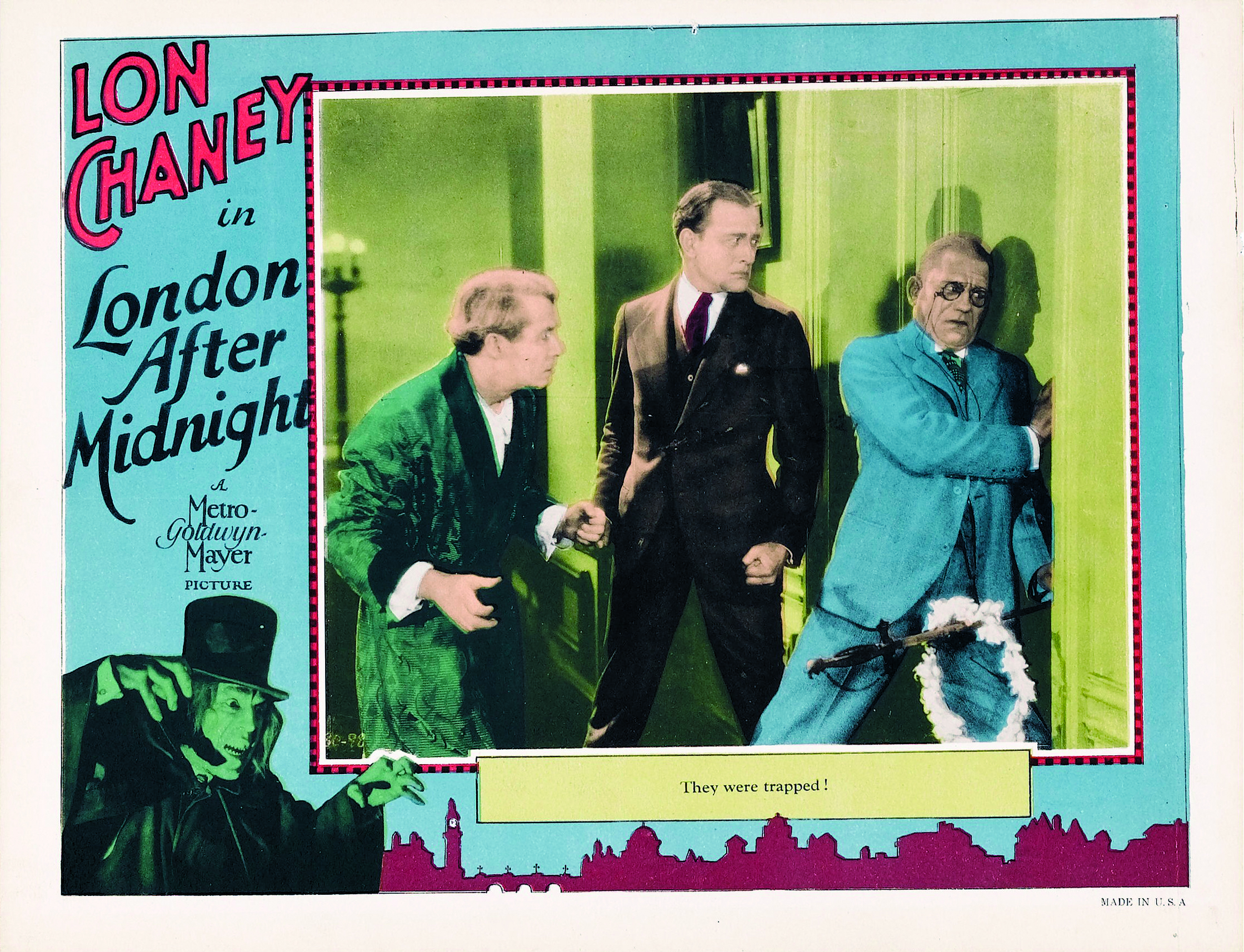
Carte promotionnelle originale.

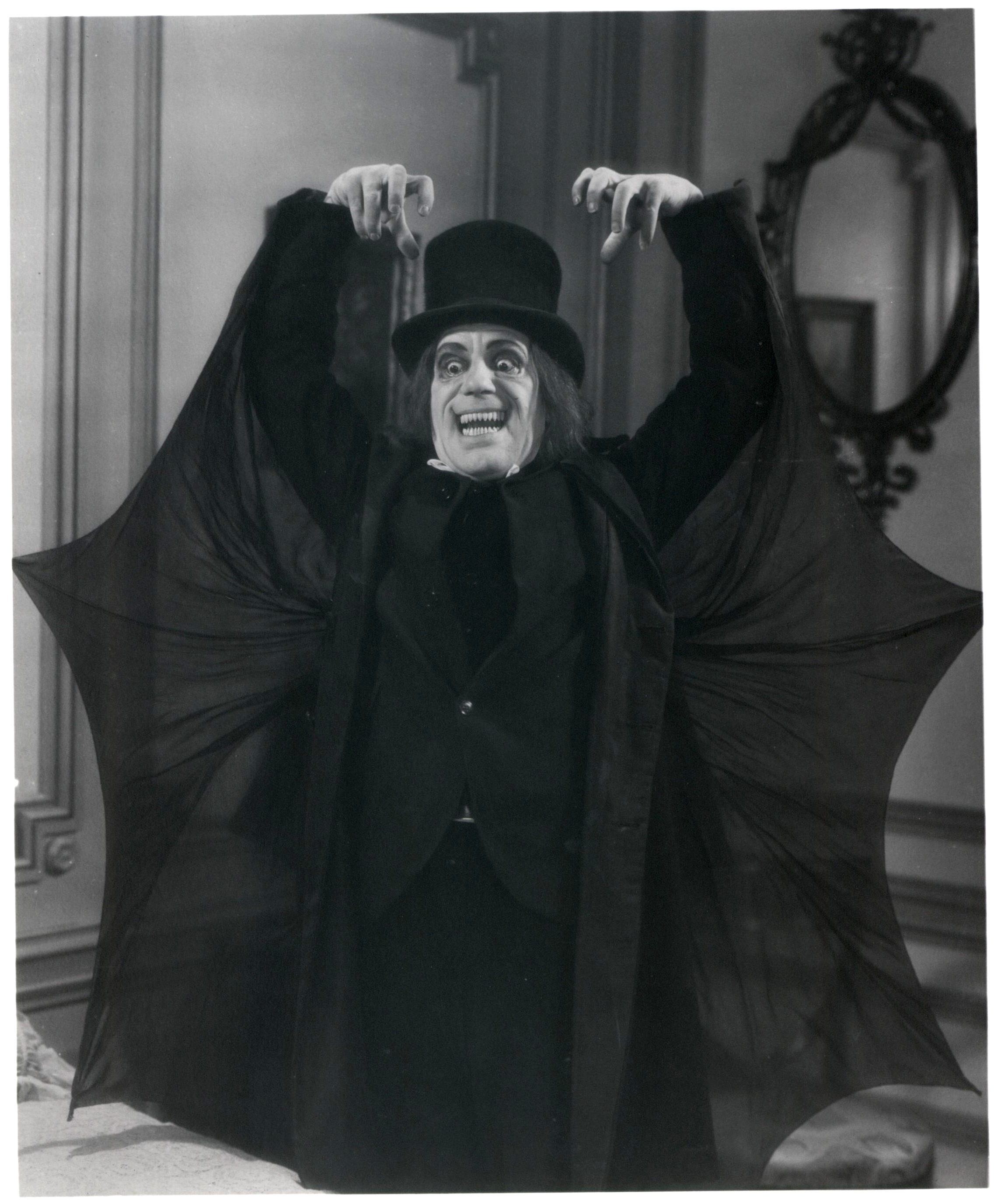
Lon Chaney dans sa pose de chauve-souris.

## Accueil

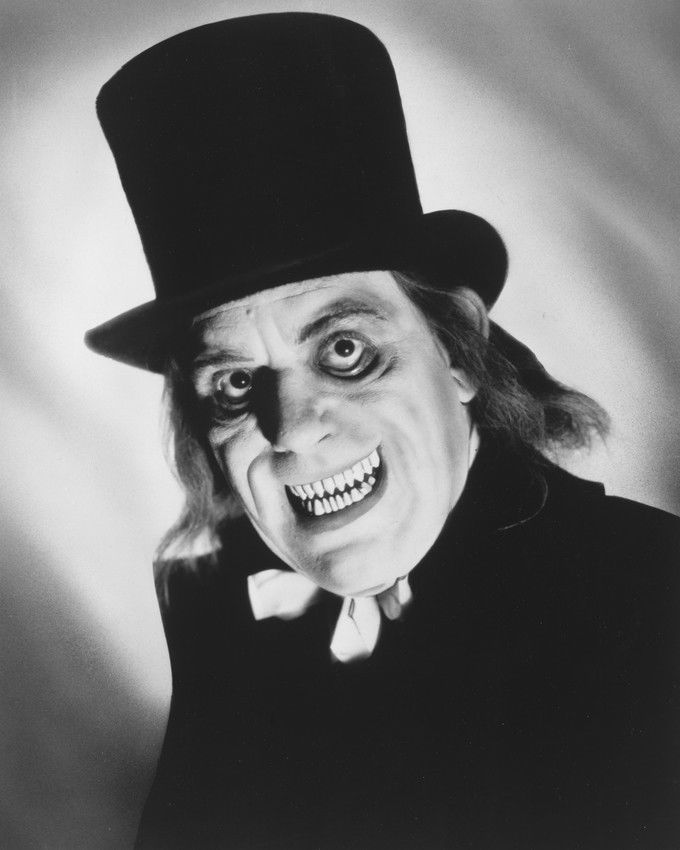
Lon Chaney en tant que « L'homme au chapeau haut-de forme » dans Londres après minuit.

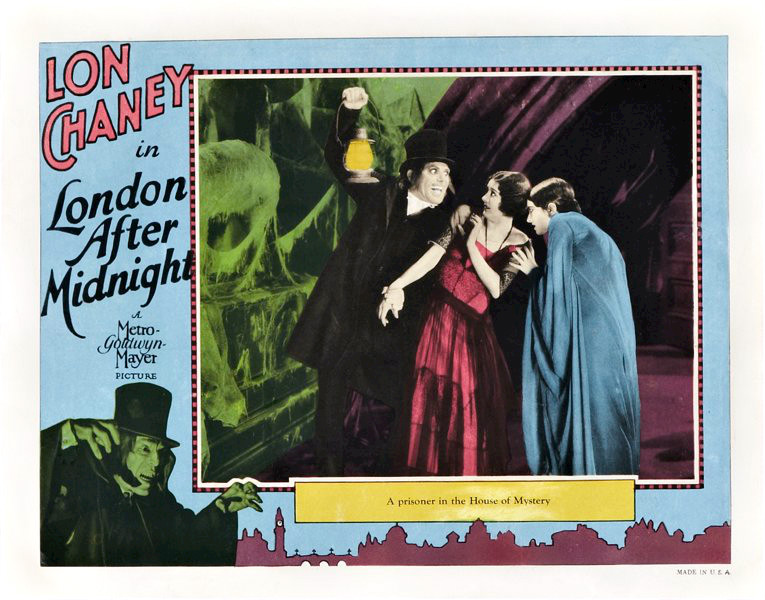
Carte promotionnelle.

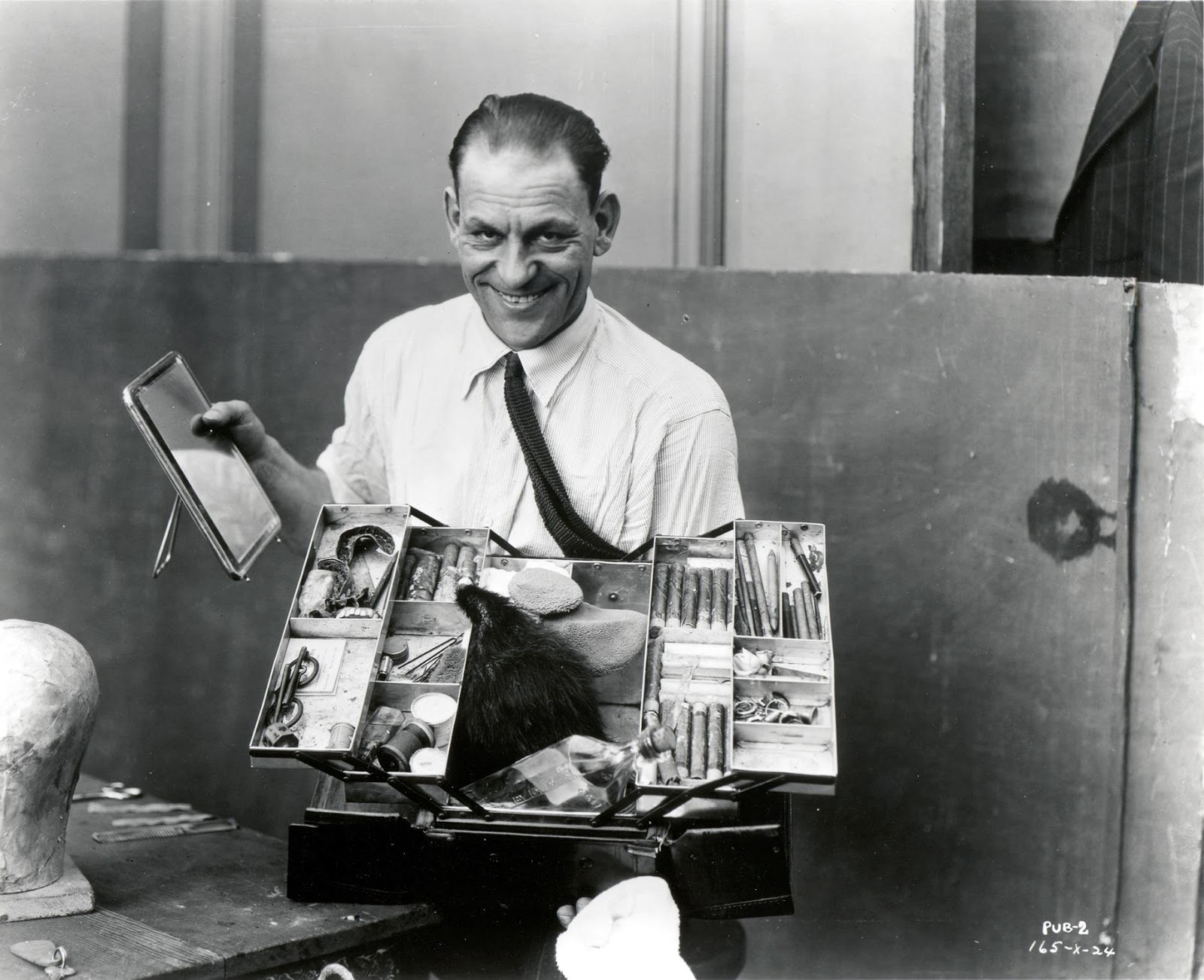
Lon Chaney montrant sa mallette de maquillage utilisée dans Londres après minuit.